# Ставангер
Ставангер (норв. Stavanger) је по величини и значају четврти град у Норвешкој. Град је у оквиру покрајине Западне Норвешке и седиште округа Рогаланд.
Град Ставангер је 2011. године имао око 125 хиљада становника у управним границама.
Има статус града од 1125. Ставангер је добио на значају у другој половини 20. века, након откривања нафте у Северном мору и данас представља средиште нафтне индустрије у Норвешкој. 2008. године град је био европска престоница културе. У њему се налази и најстарија катедрала у Норвешкој.

## Географија
Град Ставангер се налази у југозападном делу Норвешке. Од главног града Осла град је удаљен 550 km западно.
Рељеф: Ставангер се налази на југозападној обали Скандинавског полуострва. Град се развио на дну залива, у невеликој равници уз море. Сам град је мало бреговитији, па се надморска висина града креће од 0 до 80 м надморске висине.
Клима: Клима у Ставангеру је умерено континентална са утицајем Атлантика и Голфске струје. Има приморску климу.
Воде: Ставангер се развио као морска лука у дну истоименог омањег залива, дела Северног мора. Градско језгро образовало се између мора и омањег језера Брејаватнет.

## Историја
Први трагови насељавања на месту данашњег Ставангера јављају се у доба праисторије. Данашње насеље основано је у средњем веку, 1125. године. Већ у датој епоси град је великог значаја и као лука и трговиште и као верско средиште. 1120. године ту је основана и епископија.
Од 16. века и времена реформације град губи на значају и то траје до новијег времена.
Током петогодишње окупације Норвешке (1940—45) од стране Трећег рајха град и његово становништво су више страдали у односу на друге градове у држави. Разлог овоме била је стратешка важност града.
Нови полет Ставангер доживљава у од 1969. године и проналаска нафте у Северном мору. Како је Ставангер био и остао главна испостава за нафтна поља у норвешким водама Северног мора то је довело до наглог процвата града, који траје и данас. Последњих деценија Ставангер се развио у савремен град, један од најбогатијих у Европи.

## Становништво
Данас Ставангер има око 125 хиљада у градским границама, што је 2,5 пута више него пре пола века. Град са околним предграђима готово 200 хиљада. Последњих година број становника у граду се повећава по годишњој стопи од 1,5%, а у случају предграђа ово је и више.
Етнички састав: Становништво Ставангера је до пре пар деценија било било готово искључиво етнички норвешко. Међутим, бројни усељеници из страних земаља изменили су састав становништва. Тако данас етнички Норвежани чине 85% градског становништва, а усељеници око 15%. Најбројнији међу њима су Пољаци, Британци и Турци.
Верски састав: Већина становника Ставангера су припадници протестантске Цркве Норвешке. Потом следе атеисти и римокатолици.

## Привреда
Привреда Ставангера и данас зависи од мора. То обухвата и традиционалне делатности, везане за луку и риболов, али и за нафтну индустрију на Северном мору, која се развија последњих 50-ак година.
Са порастом величине и значаја града као важне делатности јављају се и трговина и услуге.

## Градске знаменитости
Ставангер има очувано старо језгро, али оно није значаја као у случају Осла или Бергена. Од грађевина најпознатија је Саборна црква, најстарија у Норвешкој.
Међутим, током протеклих деценија град је много уложио у област културе и туризма. Ово је награђено тиме што је Ставангер, заједно са Ливерпулом, 2008. године град је био европска престоница културе.

## Партнерски градови
- Абердин
- Macaé
- Баку
- Antsirabe
- Есбјерг
- Ешилструна
- Estelí
- Neskaupstaður
- Галвестон
- Harlow
- Тулуза
- Хјустон
- Јивескиле
- Nablus
- Нетанја
- Massawa
- Честерфилд
- Варна
- Агадир
- Fjarðabyggð
- Eskilstuna Municipality
- Enköping Municipality

## Галерија
- Поглед на Ставангер
- Саборна црква Ставангера
- Музеј у Ставангеру
- Нафтна платформа испред Ставангера